# Штрайтль, Якоб
Якоб Штра́йтль (нем. Jakob Streitle; 11 декабря 1916, Германия — 24 июня 1982) — немецкий футболист и футбольный тренер, играл на позиции защитника. Участник чемпионата мира 1938 года.

## Биография

### Клубная карьера
Штрайтль был воспитанником академии мюнхенского «Ваккера», но играл только за молодёжную команду. В возрасте 16 лет стал игроком «Баварии». В возрасте 18 лет дебютировал за основной состав мюнхенцев и сразу стал основным игроком. Его партнёрами по клубу были известные в то время игроки такие как Конрад Хайдкамп, Йозеф Бергмайер, Вильгельм Зиметсрайтер и Франц Крумм.
Его карьера была прервана Второй мировой войной и он был призван в армию. Главный тренер сборной Германии Зепп Хербергер безуспешно пытался вернуть мобилизованных игроков. После окончания войны Штрайтль вернулся в футбол и играл за «Баварию» до конца своей карьеры. Всего в общей сложности сыграл за «Баварию» 454 матча и так не выиграл с командой ни одного значимого трофея.

### Карьера в сборной
В составе сборной Германии играл на чемпионате мира 1938 года, где сыграл в переигровке со сборной Швейцарии — Германия проиграла тот матч 2:4. Всего в общей сложности, как и за сборную Германии, так и за сборную ФРГ сыграл 15 матчей.

### Тренерская карьера
В 1954 году стал главным тренером «Баварии», которую возглавлял один сезон. Затем главным тренером «Баварии» стал Герберт Молль, а Штрайтль стал его ассистентом. В системе «Баварии» он работал до 1960 года, а затем на один сезон возглавил клуб одного из низших дивизионов «1861 Штраубинг».

### Смерть
Скончался 24 июня 1982 года в возрасте 65 лет.